# Miramón (España)
Miramón o Miramont es un lugar del municipio español de Sigüés, perteneciente a la provincia de Zaragoza, en la comunidad autónoma de Aragón.

## Historia
La zona de Miramón ha sido poblada de forma ininterrumpida desde época romana hasta la Edad Moderna. Se ha identificado con el Oloast citado como lugar de un enfrentamiento entre musulmanes y cristianos en 924, si bien hay autores que prefieren otras localizaciones.
El nombre de Miramont se recoge desde al menos 1096, cuando en el naciente reino de Aragón el rey Pedro I concedió la aldea al monasterio de San Juan de la Peña. Juan Briz Martínez recoge noticias de una iglesia dedicada a San Sebastián en la aldea.
Hacia mediados del siglo XIX, el lugar, referido por entonces como un despoblado, pertenecía al término de Mianos. Aparece descrito en el undécimo volumen del Diccionario geográfico-estadístico-histórico de España y sus posesiones de Ultramar de Pascual Madoz con las siguientes palabras:

MIRAMON: desp. en la prov. de Zaragoza, part. jud. de Sos, térm. jurisd. de Mianos. sit. á la parte N. del mismo dist. sobre 1/2 hora en la ribera der. del r. Aragon. El terreno que le pertenece tiene 1 1/2 hora de long. y 1 de lat., en cuyo radío comprende 2 corrales para encerrar ganados y albergarse los labradores, buenos pastos para el invierno, y mucha leña de roble y encina. prod.: granos, y en su monte se crian abundantes jabalíes. Perteneció al suprimido monasterio de San Juan de la Peña.
(Madoz, 1848, p. 431)